# Kurahts
Kurahts, kurehat ou kurahits est un terme du penjabi, dans le sikhisme, qui désigne les vœux d'abstinence pris par tout sikh lors de son baptême l'Amrit Sanskar, lorsqu'il rentre dans l'ordre du Khalsa. Dans son étymologie kurehat se rapproche des mots Rehat Maryada: le code de conduite sikh. Le mot ku amène la négation, l'opposé. En fait Kurahts veut dire: de ce qu'il faut rester éloigné (d'un point de vue religieux). 
Ce sont les quatre prohibitions majeures. Il s'agit: de ne pas se couper les cheveux; ne pas commettre d'adultère ; ne pas manger de chair animale (des Gurus du sikhisme ont écrit : ne pas manger du tout de viande),, ; ne pas boire d'alcool, ne pas fumer de tabac, et ne pas prendre de drogue .